# سائو هرادا
سائو هرادا (انگلیسی: Saho Harada؛ زادهٔ ۵ نوامبر ۱۹۸۲) شناگر موزون اهل ژاپن است.